# Dießen am Ammersee
Dießen am Ammersee – gmina targowa w Niemczech, w kraju związkowym Bawaria, w rejencji Górna Bawaria, w regionie Monachium, w powiecie Landsberg am Lech. Leży około 20 km na południowy wschód od Landsberg am Lech, nad jeziorem Ammersee, przy linii kolejowej Augsburg – Weilheim in Oberbayern.

## Zabytki
- barokowy kościół (Marienmünster) o niezwykle cennych wnętrzach.

## Demografia
Dane o ludności z 31 grudnia 2008:
| Opis                                | Ogółem | Ogółem | Kobiety | Kobiety | Mężczyźni | Mężczyźni |
| ----------------------------------- | ------ | ------ | ------- | ------- | --------- | --------- |
| Jednostka                           | osób   | %      | osób    | %       | osób      | %         |
| Populacja                           | 10 239 | 100    | 5455    | 53,28   | 4784      | 46,72     |
| Wiek przedprodukcyjny (0–17 lat)    | 1880   | 18,36  | 929     | 9,07    | 951       | 9,29      |
| Wiek produkcyjny (18–65 lat)        | 5853   | 57,16  | 2992    | 29,22   | 2861      | 27,94     |
| Wiek poprodukcyjny (powyżej 65 lat) | 2506   | 24,48  | 1534    | 14,98   | 972       | 9,49      |

## Polityka
Wójtem gminy jest Herbert Kirsch, rada gminy składa się z 24 osób.
|      | CSU | SPD | FW | Zieloni | DB | BP | OK | Razem |    |
| 2008 | 6   | 2   | 4  | 3       | 2  | 4  | 1  | 2     | 24 |
| 2002 | 7   | 2   | 4  | 2       | 2  | 2  | 1  | -     | 20 |

## Galeria

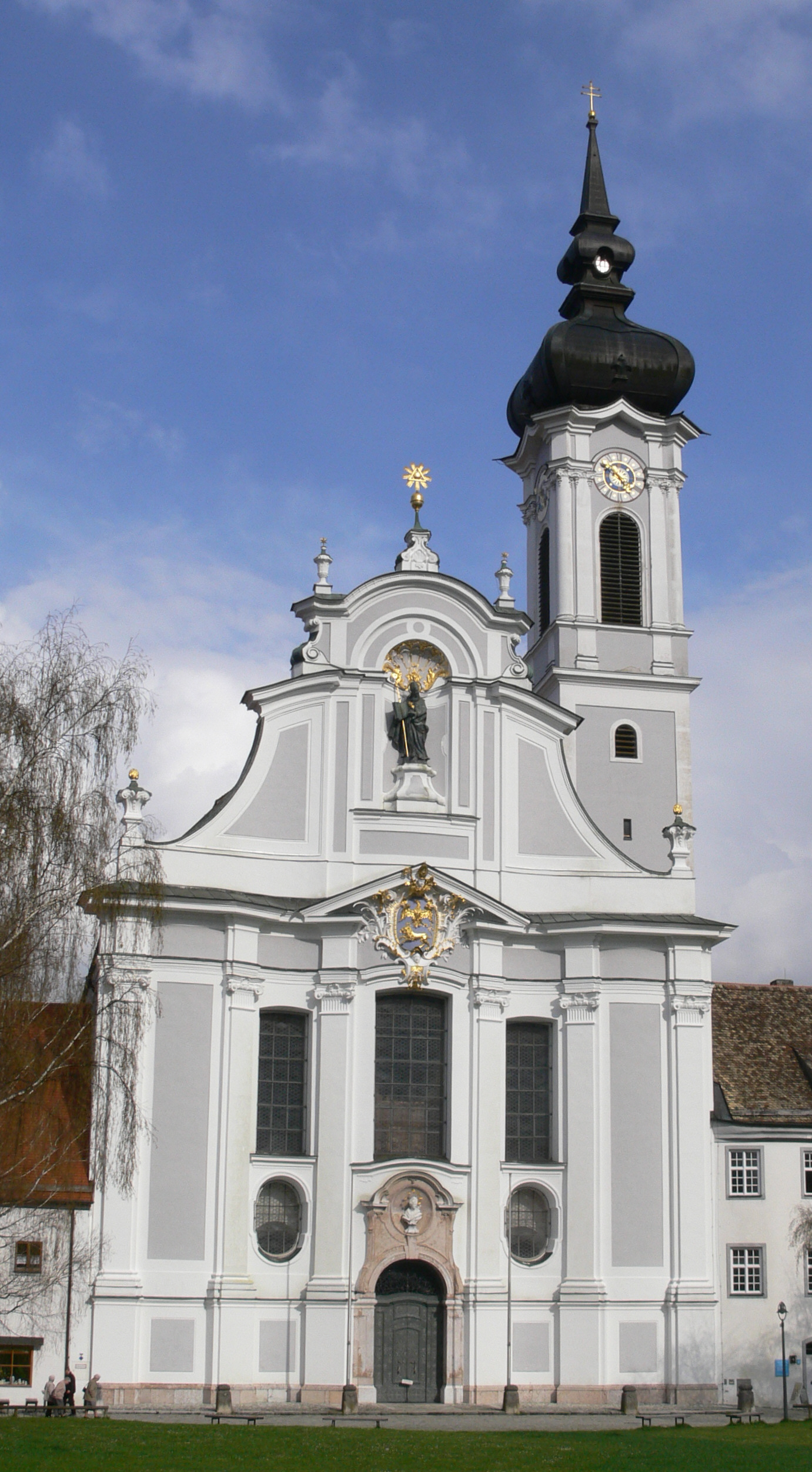
Fasada kościoła
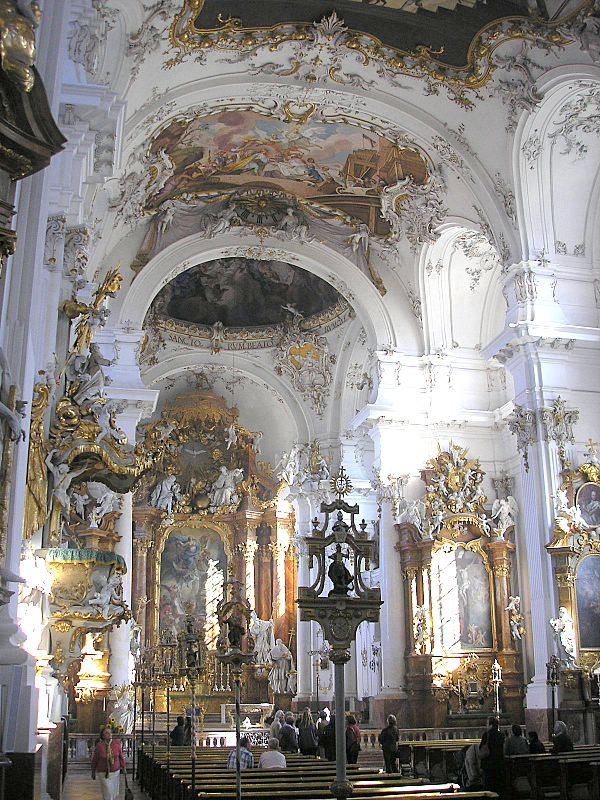
Wnętrze kościoła
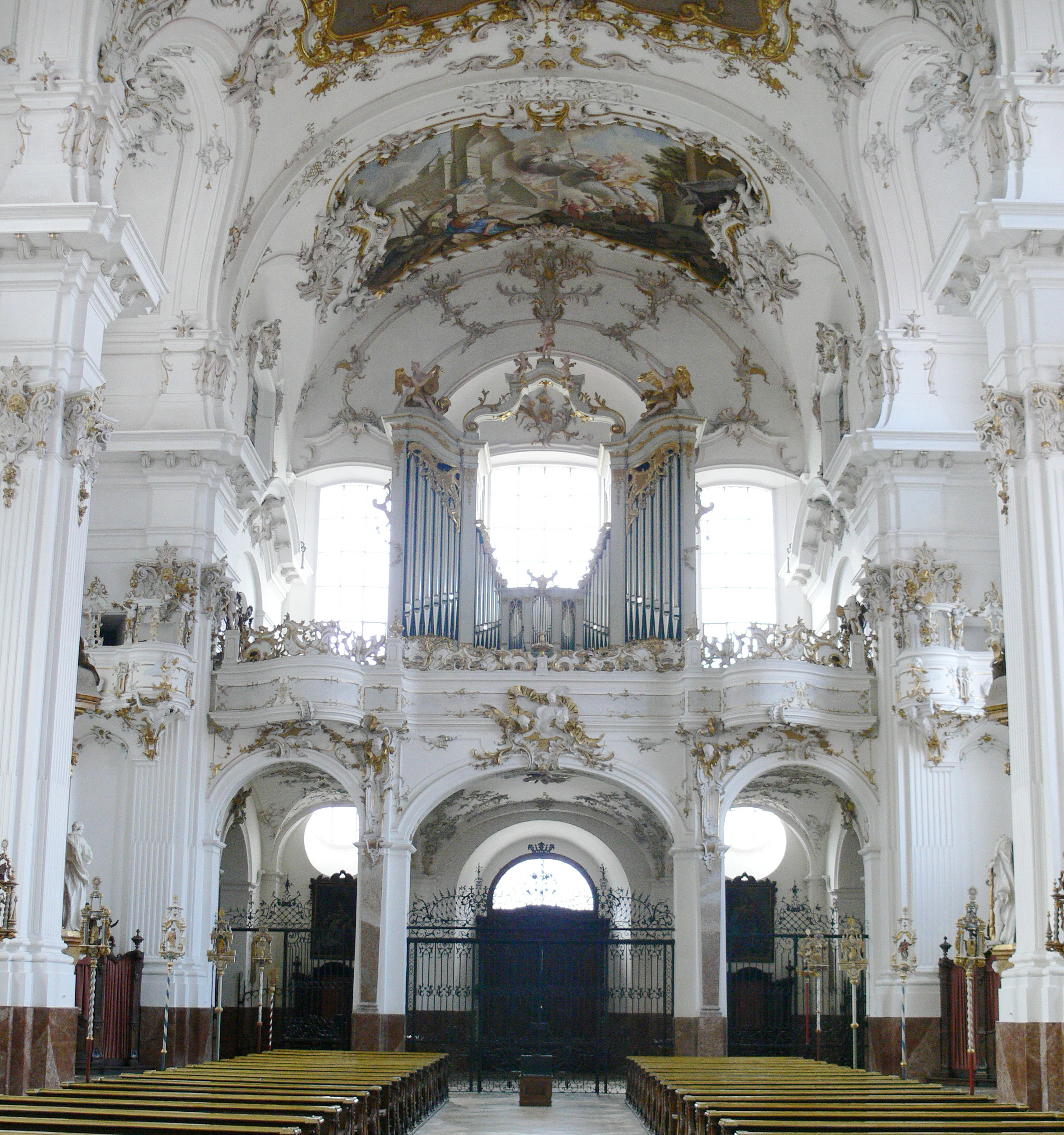
Organy
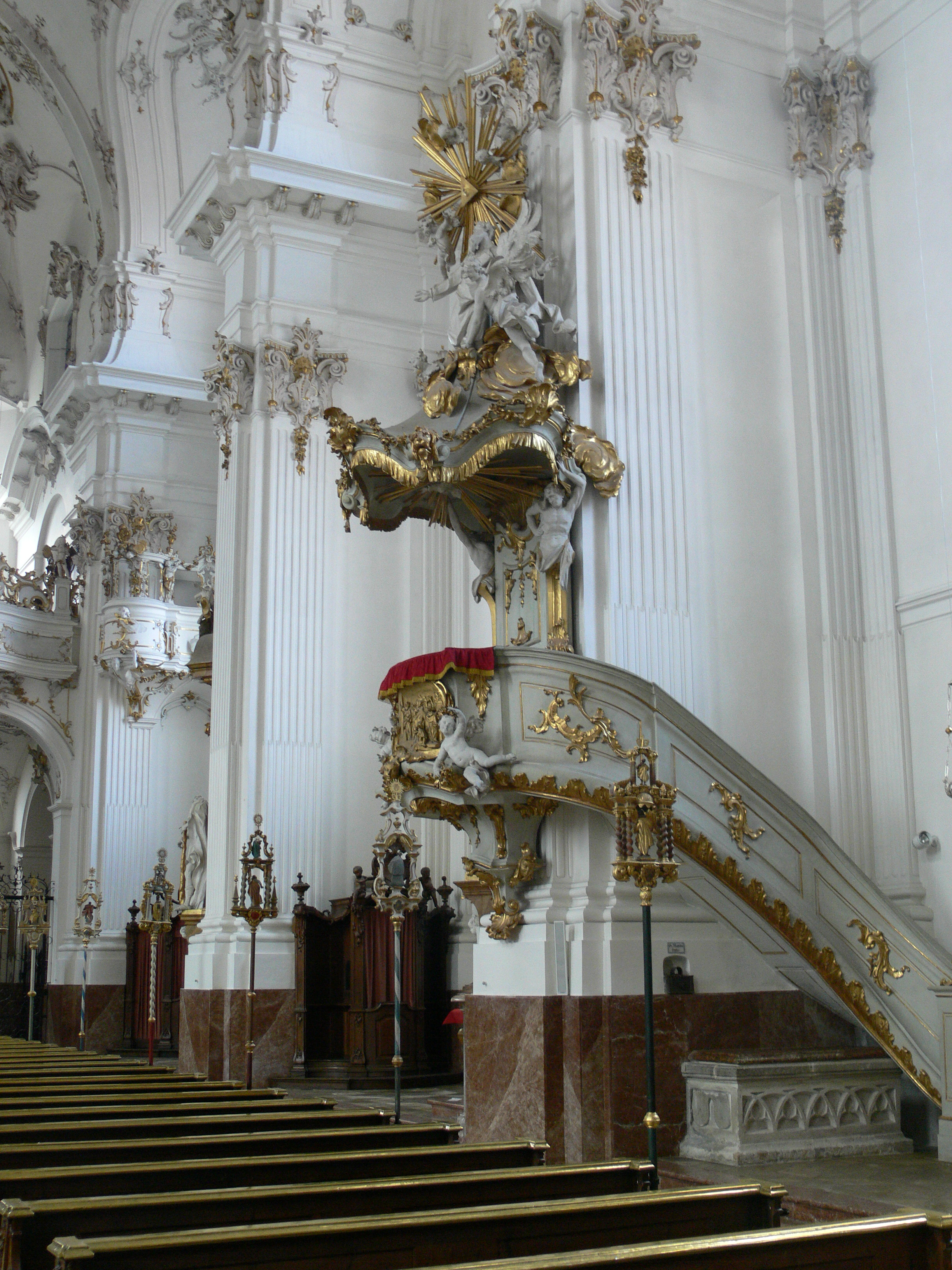
Ambona